# Cephennium majus
Cephennium majus är en skalbaggsart som beskrevs av Edmund Reitter 1882. Cephennium majus ingår i släktet Cephennium, och familjen glattbaggar. Arten har ej påträffats i Sverige.